# Valverde del Majano
Valverde del Majano ist ein Ort und eine Gemeinde (municipio) mit 1.126 Einwohnern (Stand: 2024) in der zentralspanischen Provinz Segovia in der Autonomen Region Kastilien-León.

## Lage und Klima
Valverde del Majano liegt in der kastilischen Meseta in ca. 925 m Höhe ungefähr zehn Kilometer (Fahrtstrecke) nordwestlich der Provinzhauptstadt Segovia. Das Klima ist gemäßigt bis warm; Regen (ca. 594 mm/Jahr) fällt mit Ausnahme der trockenen Sommermonate übers Jahr verteilt.

## Bevölkerungsentwicklung
| Jahr      | 1970 | 1981 | 1991 | 2001 | 2011 | 2021 |
| Einwohner | 635  | 526  | 526  | 521  | 1086 | 1112 |

## Sehenswürdigkeiten

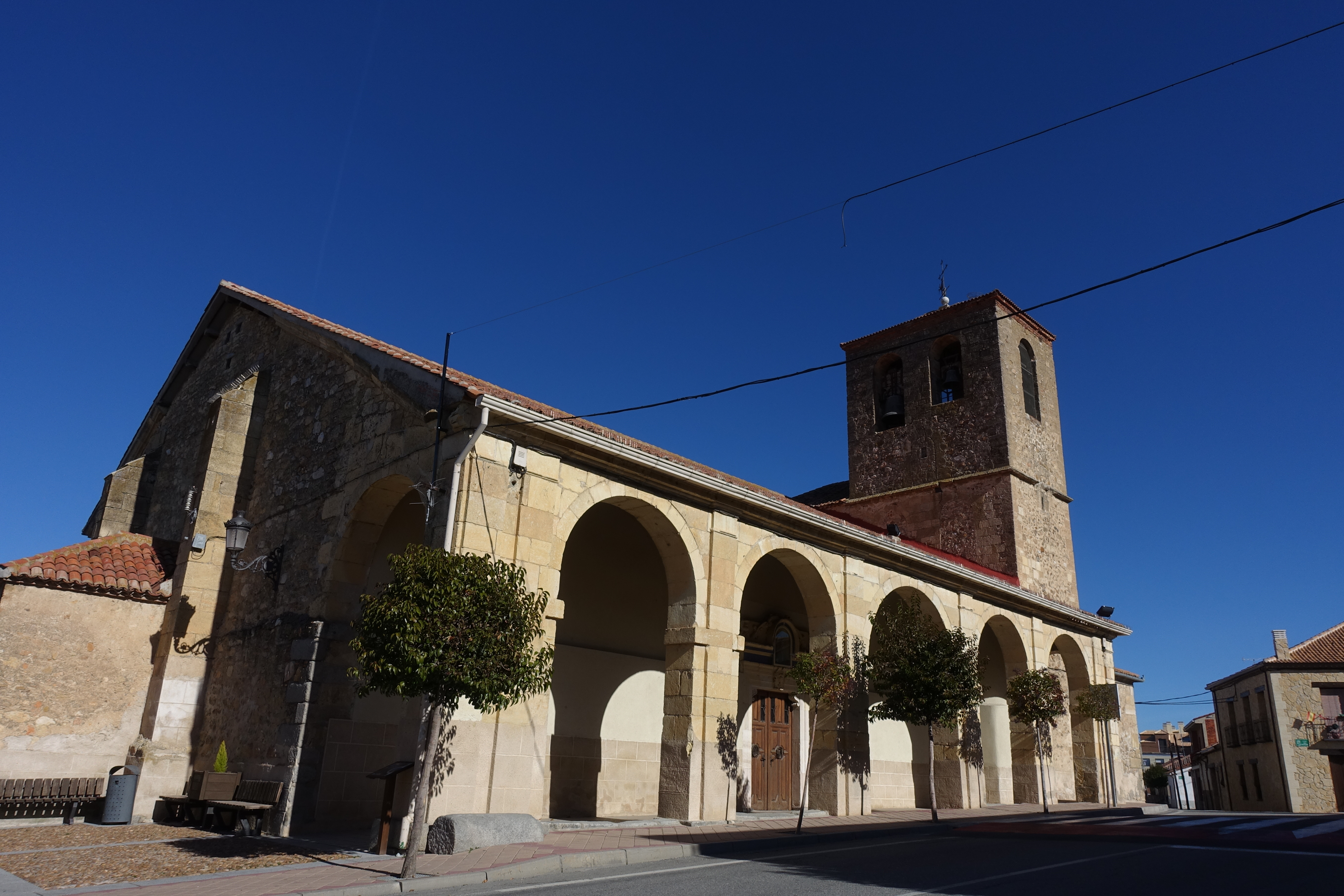
Kirche Mariä Himmelfahrt
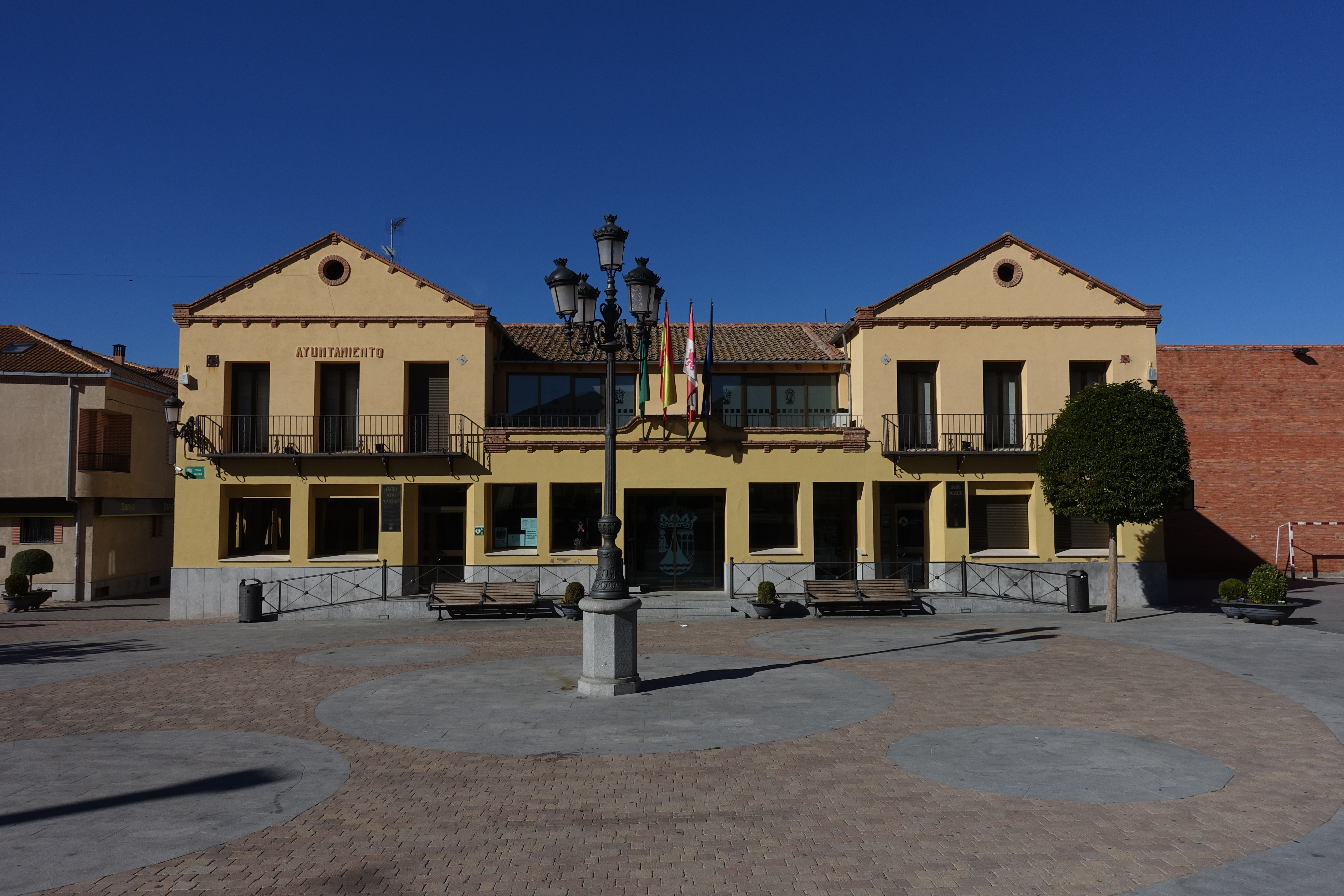
Marienkapelle

- Kirche Mariä Himmelfahrt
- Rathaus

## Persönlichkeiten
- Manuel José de Frutos (1811–1873), Kaufmann
- Francisco García Ayuso (1835–1897), Orientalist

## Gemeindepartnerschaft
Mit der neuseeländischen Gemeinde Gisborne besteht seit 2010 eine Partnerschaft.